# Fouzia El Bayed
Fouzia El Bayed  (cũng là Elbayed') là người ủng hộ quyền phụ nữ Ma-rốc, cựu thành viên của Quốc hội Maroc thuộc đảng Liên minh lập hiến, thành viên của Ủy ban Nhân quyền của Quốc tế Tự do, và là chủ tịch đầu tiên của chương Maroc Mạng lưới quốc tế của phụ nữ tự do.